# Golden Slumbers
〈Golden Slumbers〉는 비틀즈의 노래로, 그들의 1969년 음반 《Abbey Road》의 메들리의 절정 부분에 수록된 노래다. 노래는 음반을 최종장으로 이끌어가며 다음으로 〈Carry That Weight〉가 이어진다. 이 두 곡은 하나의 형태로서 함께 녹음했으며, 또한 두 곡 모두 폴 매카트니가 썼다. 현악기 및 베이스 편곡은 조지 마틴이 담당했다.

## 작곡과 녹음
〈Golden Slumbers〉는 극작가 토머스 데커가 쓴 자장가 〈Cradle Song〉을 바탕으로 두고 있다. 이 시는 데커의 1603년 희극 《Patient Grissel》에서 등장한다. 매카트니는 데커의 자장가를 아버지가 있는 리버풀 집에서 그의 이복 여동생 루스 매카트니가 피아노에 둔 시트 뮤직에서 발견했다. 악보를 읽을 수가 없었기에 그는 악곡을 지어 붙이기로 했다. 매카트니는 처음으로 원래 있던 4행시를, 조금 낱말을 바꾸어 사용했다. 곡의 가사 중 하나는 반복되면서 조금씩 바뀐다. 《Abbey Road》에는 데커가 4행시나 제목에 기여했다는 크레딧이 기재되어 있지 않다. 토머스 데커의 시는 1918년 피터 워록에 의해 악곡이 붙여졌으며, 찰스 빌러스 스탠포드나 알프레드 칼세라도 붙인 바 있다.
폴 매카트니가 리드 보컬을 맡았다. 피아노, 베이스 기타, 현악기 섹션의 반주로 마치 자장가와 같이 부드럽게 곡을 시작한다. "Golden slumbers fill your eyes" 부분부터 드럼의 도입과 함께 폴 매카트니의 보컬은 더 강한 톤으로 바뀌게 된다. 폴은 회상한다. "부드러운 보컬을 얻기 위해 아주 노력을 했던 것이 기억에 남아요. 정말 부드러운 주제였기 때문에, 그에 맞게 부드럽게 불러야 한다고 생각하여 보컬에 아주 힘을 썼고, 매우 만족했습니다." 〈Golden Slumbers〉/〈Carry That Weight〉의 주요 녹음 세션은 1969년 7월 2일에 있었다. 그렇지만 존 레논은 7월 1일 스코틀랜드에서 차 교통사고를 당했고, 7월 6일에 퇴원했기 때문에 참석하지 못했다. 7월 31일 오버더빙 세션에서 드럼, 팀파니 및 추가 보컬이 추가되었으며, 같은 날 두 개의 메들리가 실험용으로 처음 편집되었다. 존 레논도 이 세션에 참석했다. 8월 15일, 《Abbey Road》의 〈Golden Slumbers〉 외 5개 곡의 오케스트라 오버더빙이 완성되었다.

## 참여 인원
- 폴 매카트니 - 리드 보컬, 피아노
- 조지 해리슨 - 베이스 기타
- 링고 스타 - 드럼, 팀파니

제작
- 조지 마틴 – 프로듀서, 편곡

오케스트라
- 크레딧 미기재 – 바이올린 12, 비올라 4, 첼로 4, 더블 베이스, 호른 4, 트럼펫 3, 트롬본, 베이스 트롬본

이언 맥도널드 제공

## 참고 문헌
- Dekker, Thomas; Chettle, Henry; Haughton, William (1603). 《The Pleasant Comodie of Patient Grissill》. Google Books.
- Lewisohn, Mark (1988). 《The Beatles Recording Sessions》. New York: Harmony Books. ISBN 0-517-57066-1.
- MacDonald, Ian (2005). 《Revolution in the Head: The Beatles' Records and the Sixties》 Seco Revis판. London: Pimlico (Rand). ISBN 1-84413-828-3.
- Miles, Barry (1997). 《Paul McCartney: Many Years From Now》. New York: Henry Holt & Company. ISBN 0-8050-5249-6.
- Sheff, David (2000). 《All We Are Saying》. New York: St. Martin's Press. ISBN 0-312-25464-4.